# Boyuk Bahmanli
Boyuk Bahmanli est un village de la région de Fizouli en Azerbaïdjan.

## Histoire
Le nom ancien du village était "Boyuk Bayimanli".
En 1993-1994, le village de Boyuk Bahmanli était sous le contrôle des forces armées arméniennes.

## Population
Selon les statistiques de 2009, la population du village est de 6171 personnes.

## Culture
Il y a une école musicale, une mosquée, un centre médical dans le village.

## Économie
La principale occupation de la population du village est l'agriculture, céréaliculture et l'élevage.